# 나트륨등

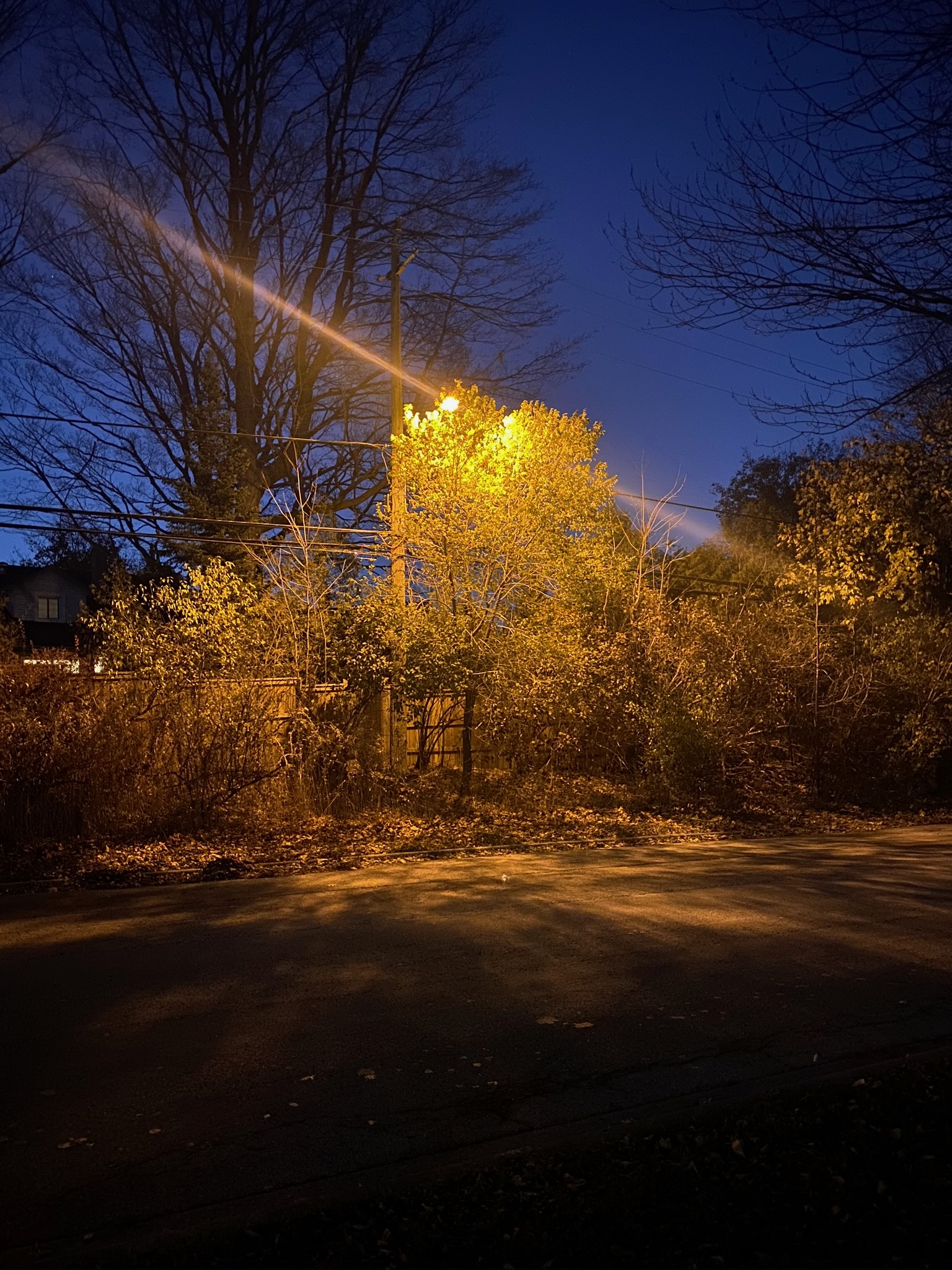
캐나다 토론토의 고압 나트륨등

나트륨등(Sodium-vapor lamp)은 589나노미터의 특징적인 파장에서 빛을 내기 위해 흥분된 상태의 나트륨을 사용하는 가스방전등이다.
두 유형의 램프가 존재한다: 저압나트륨등, 고압나트륨등. 저압나트륨등은 매우 효율적인 전기등원이지만 노란빛으로 인해 널리 쓰이고 있는 가로등과 같은 실외조명으로 제한된다. 고압 나트륨등은 저압램프에 비해 더 넓은 빛 스펙트럼을 발산하지만 다른 유형의 램프에 비해 저조한 컬러 렌더링을 보인다. 저압 나트륨등은 단색의 노란색만 제공한다.